# Њепорадза (Тренчин)
Њепорадза (слч. Neporadza) насељено је мјесто са административним статусом сеоске општине (слч. obec) у округу Тренчин, у Тренчинском крају, Словачка Република.

## Становништво
| Година:    | 1994. | 2004.   | 2014.   | 2024.   |
| ---------- | ----- | ------- | ------- | ------- |
| Број људи: | 835   | 773     | 797     | 802     |
| Разлика:   |       | -7,42 % | +3,10 % | +0,62 % |

| Година:    | 2023. | 2024.   |
| ---------- | ----- | ------- |
| Број људи: | 794   | 802     |
| Разлика:   |       | +1,00 % |

Према подацима о броју становника из 2024. године насеље је имало 802 становника.